# Vital Wilderink
Vitalis João Geraldo ("Vital") Wilderink O. Carm. (Deventer, 30 november 1931 – Rio Claro, 11 juni 2014) was een Nederlands geestelijke en een bisschop van de Rooms-Katholieke Kerk, werkzaam in Brazilië.

## Kerkelijke loopbaan
Wilderink werd op 7 juli 1957 priester gewijd bij de Karmelieten. Daarna was hij werkzaam in Brazilië. Hij werd op 5 juni 1978 benoemd tot hulpbisschop van Barra do Piraí-Volta Redonda en titulair bisschop van Iunca in Byzacena. Zijn bisschopswijding vond plaats op 13 juli 1978.
Op 21 april 1980 werd Wilderink benoemd tot bisschop van Itaguaí; hij was de eerste bisschop van dit bisdom.
Wilderink ging op 8 juli 1998 met emeritaat. Hij leefde als een kluizenaar in de bergen. Hij overleed in Brazilië in 2014 toen een jeep waarin hij zat in een ravijn stortte.
Als wapenspreuk koos hij: TESTIFICARI EVANGELIO GRATIAE DEI (Met Gods genade getuigen voor het evangelie).
- International Standard Name Identifier: 0000 0000 6148 0862
- Library of Congress Control Number: n2005025198
- Nederlandse Thesaurus van Auteursnamen: 068130902
- Système universitaire de documentation: 202418138
- Virtual International Authority File: 51092490
- WorldCat: E39PBJw8WBBFBGkJKDxw7xBtrq